# Blackburn Cirrus Minor
Blackburn Cirrus Minor — британский поршневой авиационный двигатель воздушного охлаждения, разработанный и производившийся в конце 1930-х годов компанией Blackburn Aircraft.

## История
Двигатель Blackburn Cirrus Minor представляет собой развитие оригинальной серии авиадвигателей ADC Cirrus, различавшихся рабочим объёмом и мощностью. Права на выпуск этой серии были выкуплены компанией Cirrus Aero-Engines (позже известной как Cirrus-Hermes Engine Company), выпускавшей двигатели Cirrus Hermes I, II, III и IV.
В 1934 году Cirrus был приобретен компанией Blackburn Aircraft и в том же году началось производство модели Cirrus Minor, а позже в серию пошёл  Cirrus Major.
Известный своей надёжностью, двигатель устанавливался на патрульный самолёт Королевских ВВС Taylorcraft Auster. У военной версии было несколько модификаций, именовавшихся Series I. Также выпускались почти идентичные им моторы Series II, отличавшиеся использование 77-октанового бензина, благодаря чему их мощность возросла до 100 л.с. (75 кВт).

## Применение
Великобритания
- Arpin A-1 Mk.2
- Auster J-1 Autocrat
- Auster J-4
- British Aircraft Swallow
- Deekay Knight
- Elliotts of Newbury Eon
- General Aircraft Cagnet
- Hillson Helvellyn
- Marendaz Trainer
- Miles M.68
- Miles Gemini
- Taylorcraft Auster I
- Taylorcraft Plus C2
- Taylorcraft Plus D

 Дания
- SAI KZ III

 Латвия
- VEF I-12

## Двигатель в экспозициях музеев
- Двигатель Blackburn Cirrus Minor II находится среди экспонатов музея Королевских ВВС в Косфорде (Шропшир).[1]